# والتر جنراتی
والتر جنراتی (ایتالیایی: Walter Generati; ۸ سپتامبر ۱۹۱۳ – ۸ فوریهٔ ۲۰۰۱) دوچرخه‌سوار اهل ایتالیا بود.